# Исаево (Татарстан)
Исаево — деревня в Верхнеуслонском районе Татарстана. Входит в состав Макуловского сельского поселения.

## География
Находится в западной части Татарстана на расстоянии приблизительно 23 км на юго-запад от районного центра села Верхний Услон у речки Сулица.

## История
В 1647 году земли числятся в собственности Улана Семеновича Молоствова.
Деревня известна с 1651 г. как деревня Малая (носила это название до 13 июля 1963 г.).
До реформы 1861 г. жители относились к категории помещичьих крестьян. Основные занятия жителей в этот период – земледелие и скотоводство.
В начале XX в. здесь функционировали школа грамоты (с 1887 г.), 2 ветряные мельницы. В этот период земельный надел сельской общины составлял 841 десятину.
Переименована в 1963 году.
Жители деревни относились к приходу Спасской церкви (села Уланово).

## Население
Постоянных жителей было в 1782 — 115 душ мужского пола, в 1859 — 357, в 1897 — 467, в 1908 — 532, в 1920 — 539, в 1926 — 555, в 1938 — 500, в 1949 — 550, в 1958 — 232, в 1970 — 91, в 1979 — 40, в 1989 — 21. Постоянное население составляло 11 человек (русские 100 %) в 2002 году, 7 в 2010.